# (123456) 2000 WO137
(123456) 2000 WO137 là một tiểu hành tinh vành đai chính. Nó được phát hiện bởi dự án Nghiên cứu tiểu hành tinh gần Trái Đất Lincoln ở Socorro, New Mexico, ngày 20 tháng 11 năm 2000.